# 조나단 카스트로 오토
조나단 카스트로 오토(갈리시아어: Jonathan Castro Otto, 1994년 3월 3일 ~)는 조니(Jonny)라는 이름으로 알려져있는 스페인의 축구 선수로 현재 그리스 수페르리가 엘라다의 PAOK에서 풀백으로 뛰고 있다.